# Facultad de Derecho (Universidad de Tirana)
La Facultad de Derecho de la Universidad de Tirana es una de las seis facultades de la Universidad de Tirana. Siendo la principal facultad de derecho del país y una de las instituciones de educación superior más antiguas del país, lleva a cabo programas de pregrado y posgrado en el campo del derecho.

## Historia

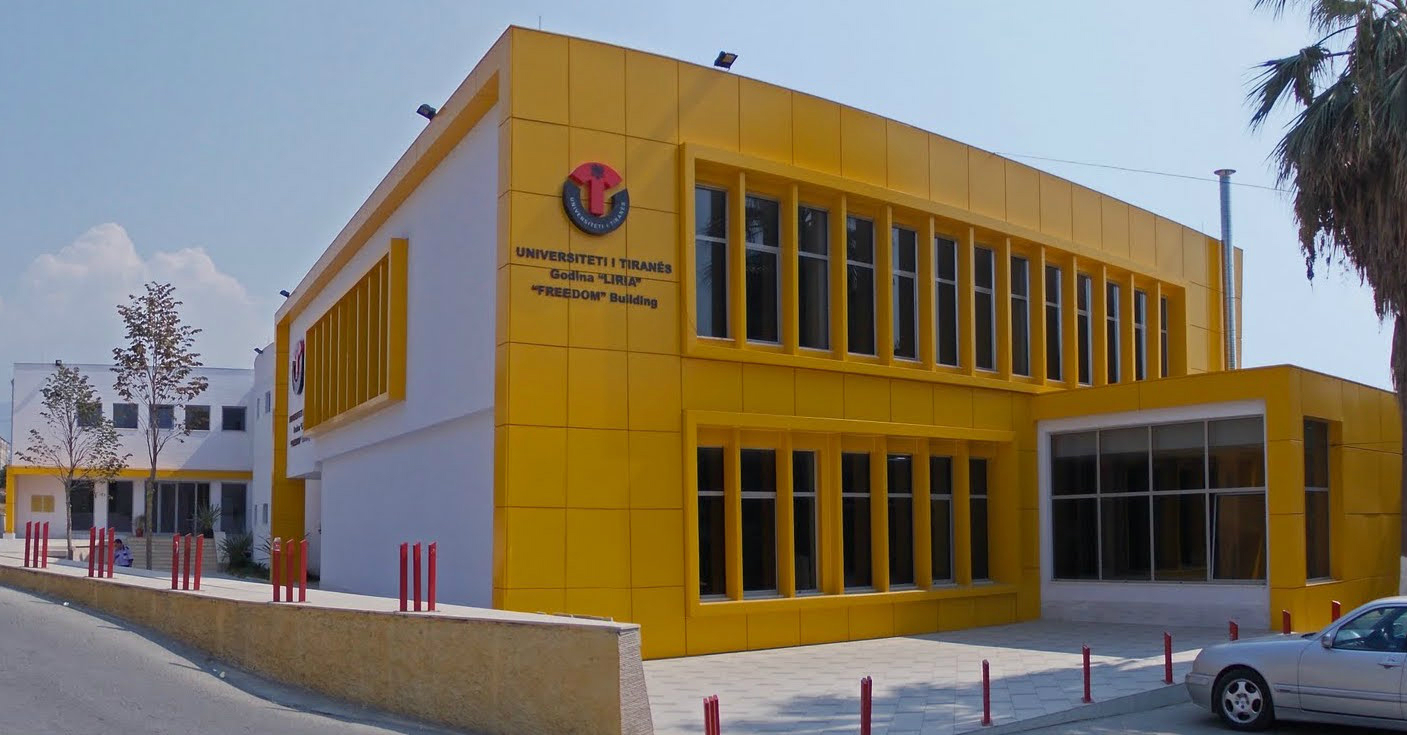
Fachada de la Facultad de Derecho de la Universidad de Tirana

La Facultad de Derecho fue creada en 1954 como el "Instituto Superior de Estudios Jurídicos". Después de la creación de la Universidad Estatal de Tirana, el Instituto Superior de Estudios Jurídicos se incorporó a la estructura universitaria más amplia como una de las siete facultades, y pasó a denominarse "Facultad de Derecho". En 1965, la universidad se reorganizó una vez más y la Facultad de Derecho se fusionó con el Departamento de Ciencias Políticas, para formar una "Facultad de Ciencias Políticas y Derecho" más grande. La nueva facultad buscó preparar especialistas en ciencias políticas, que debían servir como funcionarios públicos para los órganos centrales y locales del gobierno, y especialistas en derecho, para servir en el poder judicial y el ministerio público. En 1967, la Facultad abrió un curso de periodismo, que tenía como objetivo preparar a los periodistas para los periódicos de propiedad estatal y para la recién creada Radio y Televisión Albanesas.
Durante la década de 1970, la facultad se reorganizó nuevamente, con los cursos de ciencias políticas transferidos a un departamento de nueva creación y filosofía bajo el ámbito de la Facultad. En 1991, la facultad pasó a llamarse "Facultad de Derecho" una vez más, para reflejar el hecho de que las licenciaturas de derecho y filosofía se dividieron en dos facultades separadas, mientras que la licenciatura en periodismo se transfirió a la Facultad de Historia y Filología.
Hasta el decenio de 1970, la duración normal de los estudios era de cuatro años, pero más tarde se redujo a tres años de estudio, seguidos de un año de formación práctica en los tribunales. En la década de 1980, la facultad volvió al sistema de estudio de cuatro años. Los cambios más dramáticos ocurrieron después de la caída del comunismo en Albania en 1991. La llegada de nuevos conceptos relacionados con la democracia, el estado de derecho y la igualdad ante la ley, exigió profundas reformas en la concepción académica y educativa del derecho y del papel del abogado. Así, a partir de 1991 el plan de estudios se desarrolló según los modelos occidentales, y a partir del año 2000 se realizaron esfuerzos para la transición de los grados ofrecidos por la Facultad al proceso de Bolonia, por lo que ahora la Facultad de Derecho ofrece títulos de Licenciatura en Derecho, Maestría en Derecho y Doctorado en Derecho.
Los Decanos de la Facultad de Derecho a lo largo de los años son los siguientes:
- Luan Omari,
- Zija Xholi,
- Ismail Lleshi,
- Kudret Çela (primer trimestre),
- Valentina Zaçe,
- Kudret Çela (segundo mandato),
- Ksenofon Krisafi,
- Vasilika Hysi,
- Kudret Çela (tercer mandato),
- Altin Shegani,
- Artan Hoxha.

## Inscripción
En los últimos años, el número de admisiones a la Facultad de Derecho ha crecido sustancialmente, con la asistencia de la Facultad de Derecho a un total de 5000 estudiantes en sus tres niveles de estudio. Para ser aceptados, los estudiantes deben haber completado el Matura Shtetërore y ganar un lugar en los Exámenes de Aceptación, que se llevan a cabo todos los años en septiembre.